# Îles Sous-le-Vent (Antilles)
Pour les articles homonymes, voir Îles Sous-le-Vent.
 (novembre 2024).
Si vous disposez d'ouvrages ou d'articles de référence ou si vous connaissez des sites web de qualité traitant du thème abordé ici, merci de compléter l'article en donnant les références utiles à sa vérifiabilité et en les liant à la section « Notes et références ».
Les îles Sous-le-Vent sont des îles qui font partie des Petites Antilles.

## Différences linguistiques
Une différence linguistique notable existe entre la langue anglaise et les autres langues occidentales (française, néerlandaise, espagnole, etc.) quant à la dénomination et le regroupement des Petites Antilles. La confusion existe principalement en anglais selon qu’on suffixe :
- Islands (désignation uniquement géopolitique, historique ou culturelle, pour distinguer sur un axe plutôt orienté nord / sud, les îles principalement sous l’ancienne domination britannique de celles sous domination latine : française, espagnole et plus tard néerlandaise), mais qui ne comprend aucune des îles proches des côtes de l’Amérique du Sud (les plus anciennement colonisées par l'Espagne puis en partie les Pays-Bas mais peu convoitées par l’ancien empire britannique), ou bien
- Antillas (désignation géographique ou géomorphologique, plus actuelle et plus complète, pour distinguer les sous-archipels des Petites Antilles sur un axe plutôt orienté sud-ouest / est) :

| Langues | Îles Sous-le-Vent (Islas de Sotavento en espagnol) (Benedenwindse eilanden en néerlandais) (Leeward Antilles ou Leeward Islands ?) | Îles du Vent (Islas de Barlovento en espagnol) (Bovenwindse eilanden en néerlandais) (Windward Antilles ou Windward Islands ?) |
| --- | --- | --- |
| Néerlandais, espagnol, papiamento, français (distinction géographique et géomorphologique)                         | Îles Sous-le-Vent (sud-ouest) (Leeward Antilles en anglais)                                                                        | Îles du Vent (est) (Windward Islands et Leeward Islands en anglais, ou Windward Antilles pour l’ensemble)                      |
| Anglais seulement (distinction géopolitique, historique et culturelle) (ne couvre pas toutes les Petites Antilles) | Windward Islands (partie sud, latine, des Îles du Vent en français)                                                                | Leeward Islands (partie nord, anglophone, des Îles du Vent en français)                                                        |

## Îles
Les îles Sous-le-Vent comprennent plusieurs îles et groupements d'îles.

### Îles ABC
Les « îles ABC » forment un regroupement informel, uniquement géopolitique, de toutes les dépendances antillaises du royaume des Pays-Bas dans les îles Sous-le-Vent proches des côtes vénézuéliennes :
- Aruba à l'ouest (un des 4 actuels États au sein du royaume des Pays-Bas),
- Bonaire à l'est (une des 3 îles antillaises intégrées à l’actuel État des Pays-Bas au sein du royaume en tant que communes à statut particulier, auparavant partie des anciennes Antilles néerlandaises avant leur dissolution), incluant aussi administrativement l’île de Klein Bonaire,
- Curaçao au centre (un des 4 actuels États au sein du Royaume des Pays-Bas, auparavant partie des anciennes Antilles néerlandaises avant leur dissolution), incluant aussi administrativement l’île de Klein Curaçao.

### Dépendances fédérales du Venezuela
Les dépendances fédérales du Venezuela sont composées des îles suivantes :
- les îles du nouveau territoire insulaire Francisco de Miranda, au centre des dépendances fédérales :
  - l’archipel de Las Aves (en espagnol : Islas Las Aves), à l'ouest du territoire et à l'est des îles ABC,
  - l’archipel de Los Roques (en espagnol : Islas Los Roques), au centre du territoire, sur le territoire maritime vénézuélien le plus vaste et comprenant de nombreux îlots et récifs
  - l’île de La Orchila, la plus grande en surface terrestre et la plus à l'est du territoire ;
- les autres îles rattachées directement aux dépendances fédérales et non constituées en territoires insulaires :
  - l’archipel de Los Monjes (en espagnol : Islas Los Monjes), les plus à l'ouest (à l’ouest des îles ABC et bordées au sud-ouest par la frontière maritime de la Colombie),
  - l’Île de la Tortue (en espagnol : Isla La Tortuga) et ses îlots (Las Tortuguillas).et cayes environnantes,
  - l’île de la Blanquilla (en espagnol : Isla La Blanquilla), au nord-ouest de l’État insulaire de Nueva Esparta,
  - l’archipel de Los Hermanos (en espagnol : Islas Los Hermanos), bordée au nord-ouest par les eaux de Blanquilla, et au nord de l’État insulaire de Nueva Esparta,
  - l’archipel de Los Testigos (en espagnol : Islas Los Testigos), au nord-est de l’État insulaire de Nueva Esparta ;
  - Note: l’île Aves (Isla Aves, à ne pas confondre avec l’archipel de Las Aves décrit précédemment), est également rattachée aux dépendances fédérales, bien que disputée par plusieurs pays, mais elle est située loin du Venezuela et isolée dans la mer des Caraïbes, dans les îles du Vent (et en fait plus proche des îles françaises de Guadeloupe, de l’île de la Dominique qui conteste la revendication vénézuélienne, et de l’île britannique de Montserrat.
  - Note : la petite île de Patos (en espagnol : Isla de Patos), isolée au sud de la pointe de la péninsule la plus orientale de l'État de Sucre sur le continent, et bordée à l'est par la frontière maritime de Trinité-et-Tobago (à l'entrée nord de la baie entre les deux pays) fait aussi partie des dépendances fédérales, mais pas strictement des Îles Sous-le-Vent (les îles de Trinité-et-Tobago, bien que sud-américaines elles aussi, sont considérées comme faisant plutôt partie des îles du Vent, mais l’île de Patos se situe justement « sous le vent » grâce à sa protection à l'est par l’île de Trinité et au nord par la péninsule vénézuélienne ; au sens strict, la limite sud des îles Sous-le-Vent est la limite terrestre bordant le nord de la péninsule continentale vénézuélienne et faisant directement face à la mer des Caraïbes, et elle n'inclut pas les îles côtières du continent dans les deux principales baies du centre-nord du pays).

### Îles principales de Nueva Esparta
Les trois îles principales de l’État insulaire de Nueva Esparta au Venezuela :
- Margarita, de loin la plus grande (formée en fait de deux presqu’îles, séparées par une lagune maritime protégée (enserrant divers îlots et étangs salés), mais reliées au nord par un long mais étroit isthme sablonneux et au sud par un pont routier au-dessus de la passe marine alimentant la lagune),
- Coche, au sud-est de Margarita,
- Cubagua, au sud-ouest de Margarita, un peu plus petite.

### Farallón Centinela
De plus, le piton rocheux de Farallón Centinela, à l’ouest de l’île de la Tortue, est parfois associé aux îles Sous-le-Vent, alors qu’il est intégré à l'État de Miranda au Venezuela, car il reste dans les limites des eaux territoriales bordant le continent, près de l'angle nord des deux principales baies centrales du nord du pays.